# Lou Bennett (música)
Cindy Louise Bennett (Echuca, Australia, 1960) es una cantautora, directora, y actriz originaria australiana.

## Biografía
Bennett es una mujer yorta yorta/dja dja wurrung de Echuca, Victoria, Australia.

### Carrera
Bennett comenzó su carrera musical con una banda de su tío "Las Sombras", antes de unirse a la banda de Richard Frankland "Djaambi", donde conoció a Sally Dastey y Amy Saunders-Bennett. Dastey y Saunders más tarde formaron la Premios de Música de la Asociación Australiana de la Industria Discográfica- con la banda ganadora Tiddas.
Tiddas se disolvió en 2000, y Lou se unió a la nueva banda "Sweet Cheeks" y ha trabajado como actriz de teatro, en un espectáculo autobiográfico "Show Us Your Tiddas! (¡Nos Muestran Ya Tiddas! En 2000, Bennett trabajó con la nueva banda Sweet Cheeks y ha sido actriz de tablas - esta última ha incluido un espectáculo autobiográfico Show Us Your Tiddas!. Show Us Your Tiddas! sigue la vida de Bennett como cuando relata una serie de historias que incluyen la ocasión en que reveló su sexualidad a su familia, su primera actuación en vivo, y se mueve en un entorno urbano, en su tiempo con Tiddas.
Lou fue miembro de The Black Arm Band, un proyecto donde era directora artística, compositora, supervisora de voz e intérprete. También contribuyó con su voz, en la película de Australia de 2012 The Sapphires, a raíz de su participación, en 2004, en la producción teatral de Melbourne.

## Proyectos teatrales
- Magpie (2000) – Melbourne Workers Theatre
- Conversations with the Dead (2001) – Ilbijerri Theatre, Playbox, La Mama
- Yanagai! Yanagai! (2003) – Melbourne Workers Theatre, Playbox
- The Sapphires (2004) – Melbourne Theatre Co.
- Show Us Your Tiddas (2007) – Melbourne Workers Theatre
- Our Home Our Land (2011) – Boites 2009 Millennium Chorus[5]